# Hitomi Momoi
Hitomi Momoi (en japonés: モモイヒトミ o 桃井ひとみ, Momoi Hitomi; Sapporo, 1 de abril de 1974), también conocida como MOMO, es una cantante japonesa de música electrónica oriunda de Asahikawa, pero que reside en Sapporo y que perteneció a I've Sound desde 2001 hasta 2006.

## Biografía

### Inicios musicales
MOMO nació en la ciudad de Sapporo, en la prefectura de Hokkaidō el 1 de abril de 1974. Estuvo siempre interesada por la música, pero no fue hasta los 21 años, en 1995, cuando empezó su carrera musical. Ese año, junto con su compañero RYO, formaron una banda llamada P*O*R en 1995, cuyo estilo se caracteriza por fusionar el J pop con el rock y el jazz. La banda se dio a conocer en el circuito dojin japonés, componiendo varias canciones y tocando en muchos locales. 
Desde 2000, la música del grupo empezó a sonar en una emisora de radio de un círculo Dojin llamado APPLE, donde la banda hacía conocer sus canciones. Hacia el año 2001, P*O*R había grabado ya un total de 80 canciones llegando a tocar en 12 locales de Sapporo. Desde ese año, la banda cambió su nombre pasando a ser llamada Por.
A pesar de estos cambios en la banda, MOMO decidió porbar sus habilidades vocales en solitario, decidiéndo unirse a I've Sound, grupo en el que la vocalista derarrollaría gran parte de su carrera musical. A pesar de todo, la cantante no tuvo problemas en compaginar sus actividades musicales con I've y con Por.

### En I've Sound
MOMO, entró como miembro permanente de I've Sound a finales de 2001, comenzando a relacionarse con Kazuya Takase y el resto de los productores además de las cantantes del grupo. Su llegada a I've Sound supuso también la llegada de MOMO a la subcultura de los videojuegos para adultos. Su debut formal dentro de la banda tuvo lugar con la canción; DROWNING, que fue utilizada como tema de apertura en un Eroge llamado "Ryōjoku Chikan Jigoku", incluido en Disintegration. Desde ese momento MOMO comienza a cantar a menudo canciones para este tipo de juegos al mismo tiempo que seguía llevando a cabo su actividad con POR.
Desde 2001 hasta 2003, la cantante comienza a grabar cada vez más canciones con I've Sound y a hacerse más conocida en el mundo de las novelas visuales. Su actividad en la banda se caracteriza por haber grabado canciones como "Greedy", "Velocity of sound" o "Philosophy", incluidos en los recopilatorios: Lament, Out flow y Collective, respectivamente. En su faceta de letrista, la cantante escribió temas como "Onaji sora no shita de", cantada por KOTOKO. En lo refernte a su estilo, MOMO evoluciona desde el J-Pop al Trance, como estilo principal, cantando también algunas baladas.
En 2005 se supone un antes y un después en la carrera de MOMO, pues participa en el primer concierto de I've Sound en Nippon Budokan. Se trata de un hecho que subraya la cada vez mayor popularidad del grupo, es un concierto conocido por su gran número de asistentes. Durante su intervención, MOMO, interpretó las tres canciones anteriormente mencionadas, además de dos canciones cantadas junto al resto de las vocalistas de la banda.
Quizás por la necesidad de volver con Por, o quizás al sentirse desbordada por una creciente popularidad que no esperaba, MOMO abandonó I've Sound en 2006.

### Regreso con Por y carrera en solitario
Desde finales de 2006, MOMO volvió a dedicarse de lleno a su trabajo con Por, sacando en 2008, su último álbum de estudio. Fue una vuelta a la escena dōjin, a sus orígenes musicales, y al sonido original de la banda, lejos de aquella popularidad con I've Sound.
A pesar de todo, el retorno al frente de Por, fue efímero, pues deseosa de comenzar su carrera en solitario, a finales de 2009, la cantante se separó de la banda y comenzó su carrera en solitario. Desde aquel momento, MOMO, cambió su nombre artístico, por el de su nombre original, pasando a llamarse Hitomi Momoi.
Su debut como solita tuvo lugar en noviembre de 2009, con el sencillo; YUUDACHI, en el cual cuenta con la producción de Atsuhiko Nakatsubo, antiguo productor de I've Sound y con la discográfica TTB studio, especializada en la creación de música electrónica. A mediados de 2011, Hitomi Momoi anuncia la aparición de "Kaero no uta" su primer álbum en solitario.

## Discografía

### En solitario

#### Sencillos
- 2009: YUUDACHI
- 2010: Hitomi Momoi Live limited vol.I.

#### EP
- 2010: Hitomi Momoi Live limited vol.II

#### Álbumes
- 2011: Kaero no uta

### Con Por

#### Álbumes
- 2006: KONO yubimasu
- 2004: Tarisu

### Canciones con I've Sound
- Uneasy-Remix (24/10/2001)
- Velocity of sound (26/10/2001) - (Incluido en Out flow)
- Philosophy (2/11/2001) - (Incluido en Collective)
- Drowning (22/2/2002) - (Incluido en Disintegration)
- Greedy (28/2/2002) - (Incluido en Lament)
- Drowning-Album Mix (26/6/2002)
- D-Thread (22/11/2002)
- D-Thread-Remix (22/11/2002)
- Drowning-ghetto blaster style (22/11/2002) - (Incluido en I've mania tracks vol I)
- Koi no magunetto (31/10/2003) - (Incluido en I've mania tracks III)
- Konata yori kanata made (12/12/2003) - (Incluido en I've mania tracks II)
- Spillage (26/11/2004) - (Incluido en I've mania tracks III)
- Philosophy-Proto-type version (29/12/2004) - (Incluido en Mixed up)
- Cherish (26/10/2007) - (Incluido en Extract)

#### I've special unit
- 2003: See you
- 2005: Fair heaven

### Otras canciones
- 2001: A compilation of PC Game musics
  - MUSEUM
  - 遠い夏
  - 光のように
  - 二人きりの時
  - 夢見る朝
  - 春風
  - 君を思い出す